# Требевић
Требевић је планина у југоисточном делу Републике Српске. Налази се југоисточно од Сарајева, висок је 1629 метара и надовезује се на планину Јахорину.
Требевић, представља значајан туристички и рекреативни центар, који је у протеклом рату доста уништен. Са овим излетиштем град је повезан асфалтним путем и жичаром (која сада није у функцији) дужине 1700 m, чији је капацитет 1440 путника у једном сату, а путовање траје 12 минута.
Због идеалне конфигурације терена овде је изграђена комбинована стаза за боб и санкање, и ту су одржана такмичења у овим дисциплинама за време XIV Зимских олимпијских игара 1984. Стаза, која је била на линији разграничења у минулом рату, је у потпуности уништена и чека обнову.
На 1566 m, близу врха, 1975. изграђен је телекомуникациони торањ висине 60m и једини је телекомуникациони релеј који није уништен од стране НАТО авијације 1995. током бомбардовања релеја у Републици Српској. Важан је телекомуникациони чвор за Источно Сарајево и предајник за неколико РТВ станица.
На седници Скупштине Кантона Сарајево, одржаној 9. априла 2014. године, усвојен је Закон о проглашењу Заштићеног пејзажа Требевић на простору површине 400,20 хектара. Ово подручје је подељено у три заштићене зоне. Прва зона, која је зона строге заштите, обухвата 55,40 ха, друга (бафер зона) 294 ха, а трећа, тзв. транзициона зона, 50,80 ха.

## Биодиверзитет
На подручју Требевића присутна је карактеристична вегетација Динарида у којој преовладавају шуме букве, шуме медунца и црног граба, шуме јеле и смрче, шуме букве и јеле са смрчом, те комплекси шума црног граба. На овом подручју забележено је 99 биљних врста и 14 врста гљива. Од биљних врста на Црвеној листи су: панчићева оморика, рана љубичаста орхидеја и светлолисна удовчица. Од гљива на Црвеној листи је благва. Забележено је 26 врста птица. Главне врсте сисара које се срећу на Требевићу су: срна, дивља свиња, зец, вук, лисица, дивља мачка, јазавац, а повремено и медвед. На Црвеној листи су: белогруди јеж, вук и смеђи медвед. Од гмизаваца ту су змије поскок и шарка, с тим што је шарка на Црвеној листи.

## Галерија
- Црква Светог Илије на Требевићу
- Требевић на грбу Ист. Новог Сарајева